# UFC on FOX 1
UFC on FOX 1: Velasquez vs. dos Santos（ユーエフシー・オン・フォックス・ワン：ヴェラスケス・バーサス・ドス・サントス）は、アメリカ合衆国の総合格闘技団体「UFC」の大会の一つ。2011年11月12日、カリフォルニア州アナハイムのホンダセンターで開催された。

## 大会概要
UFC初のFOX大会となった本大会ではケイン・ヴェラスケスとジュニオール・ドス・サントスによるUFC世界ヘビー級タイトルマッチが組まれた。

## 試合結果

### プレリミナリーカード
第1試合 ライトヘビー級ワンマッチ 5分3R
○  アーロン・ロサ vs.  マット・ルーカス ×
3R終了 判定2-0（28-28、30-26、30-26）
第2試合 ミドル級ワンマッチ 5分3R
○  マイク・ピアース vs.  ポール・ブラッドリー ×
3R終了 判定2-1（29-28、28-29、30-27）
第3試合 バンタム級ワンマッチ 5分3R
○  アレックス・カセレス vs.  コール・エスコベド ×
3R終了 判定3-0（30-27、30-27、30-27）
第4試合 フェザー級ワンマッチ 5分3R
○  ロビー・ペラルタ vs.  マッケンス・セメルジエール ×
3R 1:54 TKO（パウンド）
※ペラルタの反則によりノーコンテスト。
第5試合 バンタム級ワンマッチ 5分3R
○  ダレン・ウエノヤマ vs.  山本"KID"徳郁 ×
3R終了 判定3-0（30-27、30-26、30-27）
第6試合 ウェルター級ワンマッチ 5分3R
○  ダマルケス・ジョンソン vs.  クレイ・ハービソン ×
1R 1:34 KO（左ストレート→パウンド）
第7試合 フェザー級ワンマッチ 5分3R
○  リカルド・ラマス vs.  カブ・スワンソン ×
2R 2:16 肩固め
第8試合 フェザー級ワンマッチ 5分3R
○  ダスティン・ポイエー vs.  パブロ・ガーザ ×
2R 1:32 ダースチョーク
第9試合 ライト級王座挑戦者決定戦 5分3R
○  ベン・ヘンダーソン vs.  クレイ・グイダ ×
3R終了 判定3-0（30-27、30-27、29-28）
※ヘンダーソンが挑戦権獲得に成功。

### メインカード
第10試合 UFC世界ヘビー級タイトルマッチ 5分5R
○  ジュニオール・ドス・サントス vs.  ケイン・ヴェラスケス ×
1R 1:04 KO（右フック→パウンド）
※ドス・サントスが王座獲得に成功。

### 各賞
ファイト・オブ・ザ・ナイト： ベン・ヘンダーソン vs. クレイ・グイダ
ノックアウト・オブ・ザ・ナイト： ジュニオール・ドス・サントス
サブミッション・オブ・ザ・ナイト： リカルド・ラマス
各選手にはボーナスとして65,000ドルが支給された。